# Chiesa di Santa Maria di Caravaggio (Napoli)
La chiesa di Santa Maria di Caravaggio di Napoli, ubicata in piazza Dante, fu costruita nel 1627 grazie alle donazioni di Felice Pignella.

## Storia e descrizione
Il tempio venne consacrato alla Natività di Maria, ed in seguito dedicato a Santa Maria di Caravaggio, una cittadina della provincia bergamasca dove, nel 1432, vi era stata un'apparizione della Vergine.
Il convento fu trasformato in una scuola, affidata dapprima ai Padri Scolopi e poi ai Barnabiti, nel 1873 passò all'Istituto "Principe di Napoli" di Domenico Martuscelli (ricordato da un busto nei giardinetti poco distanti) per giovani non vedenti.
La chiesa è composta da un'unica navata ed ha una forma ellittica. Sull'altare maggiore vi è il dipinto di Gaetano Gigante raffigurante la Nascita di Maria (del 1806). 
Nelle tre cappelle di destra troviamo: dipinti di San Giuseppe eseguiti da Francesco Solimena; la Madonna della Provvidenza del XVIII secolo e la Deposizione dalla Croce di Domenico Antonio Vaccaro.
Invece, nelle tre cappelle di sinistra sono conservati: il dipinto di Sant'Antonio Zaccaria, opera di Luigi Scorrano; la tomba di San Francesco Saverio Maria Bianchi; una statua lignea della Madonna Addolorata; infine il dipinto dell'Apparizione della Vergine alla contadina del paese di Caravaggio.